# Спортивна журналістика
Спортивна журналістика — один із тематичних видів журналістики, що передбачає збір, обробку та поширення актуальної спортивної інформації через канали масової комунікації (преса, радіо, телебачення, інтернет), що ґрунтується на спеціальному предметі розгляду та аудиторії. Крім того, це і сукупність всіх продуктів діяльності спортивного журналіста, предмет дослідження  і викладання.

## Історія спортивної журналістики
Спортивна преса України виникає у Львові наприкінці ХІХ ст. внаслідок розвитку спорту, відразу після його появи на теренах материкової України. Вже з квітня 1881 р. у Львові польською мовою виходить спортивний щомісячник «Przewodnik gimnastyczny» («Вісник з гімнастики», 1881–1907). Наприкінці  ХІХ та на початку ХХ століття спортивна преса активно розвивається в Києві, Одесі та Харкові.  
Перша спортивна радіопередача виходить у світ 2 січня 1929.
26 травня цього ж року відбувся перший прямий ефірний репортаж про матч збірних команд РРФСР і України з футболу.
Після того, як у 1936 році проведення чемпіонатів СРСР стало регулярним, прямі репортажі про футбол теж стали систематичними. Так було покладено початок спортивного радіорепортажу.
Перша розгорнута трансляція спортивних змагань відбулася в 1965 році, коли в СРСР проходив чемпіонат Європи з фігурного катання. У 1968 році проведено прямі телевізійні та радіо трансляції Зимових Олімпійських в Греноблі (Франція). З Мехіко багатогодинні трансляції на СРСР йшли в кольоровому зображенні, яке у нас тільки впроваджувалося.
Якісний стрибок у тематичному спортивному мовленні стався після випуску «4 програми», мовлення якої почалося 4 листопада 1967, де відділу спорту Головної редакції пропаганди Центрального телебачення було виділено три дні на тиждень для випуску передач таких постійних рубрик, як «Майстри радянського спорту», «Майстра закордонного спорту», «Клуб 4-х коней», «Людина і спорт.»
1972 року радянське телебачення вперше було організоване в записі, через різницю в часі— це були трансляції зустрічей радянських хокеїстів з канадськими професіоналами, які збігалися за термінами з Олімпіадою і проводилися в Монреалі та Торонто.
У лютому 1979 року увага була прикута до хокейних матчів збірної СРСР із командою хокеїстів НХЛ. Центральне телебачення повністю транслювало ці зустрічі з-за океану.
Олімпіада-80 не мала собі рівних у використанні електронної апаратури. На спортивних аренах Таллінна, Києва і Мінська було встановлено 280 телевізійних камер.
6 січня 1985 Друга загальносоюзна програма провела першу передачу ритмічної гімнастики. Починаючи з 6 квітня 1989 року, на Другій програмі почала виходити нова спортивно-публіцистична передача «Арена», яка готувалася два рази на місяць. У ній була сторінка про історію спорту та зародження професіоналізму, велися дискусії на тему «спорт і особистість». У студії працював багатоканальний телефон, що забезпечувало зворотний зв'язок з глядачами.
Результатом спільної діяльності Держтелерадіо, Держкомспорту та американської компанії «Тернер бродкастінг систем» стало проведення в СРСР (1986), в Сіетлі (1990) та в Ленінграді (1994) Ігор Доброї волі. Телевізійне висвітлення спортивних змагань після 1991 року проходило вже в нових умовах існування окремих самостійних компаній.

## Організації спортивних журналістів
Найбільшою організацією спортивних журналістів в Україні є Асоціація спортивних журналістів України [1].

## Найвизначніші дослідники спортивної журналістики в Україні
Найбільш відомими дослідниками спортивної журналістики в Україні є:
Дерепа М. С. (Висвітлення спорту в періодичній пресі України (2000–2002): автореф. дис. на здобуття наук. ступеня канд. наук з фіз. виховання і спорту : 24.00.01. Київ, 2003. 19 с.)
Житарюк М. Г. (Великий спорт і масмедіа. Львів : Світ, 1997. 84 с.)
Ковпак В. О. (Українська спортивна періодика Галичини 20–30 рр. ХХ ст. : монографія. Львів : Львів. нац. наук. б-ка ім. В. Стефаника, Наук.-дослід. центр періодики, 2008. 234 с.)
Сазонова Ю. О. (1. Спортивна журналістика України: провідні персоналії та основні газетно-журнальні видання (ХІХ–ХХІ ст.): монографія. Миколаїв : Вид-во ЧНУ ім. Петра Могили, 2020. 256 с., 2. Спортивна журналістика України: історія, еволюція, трансформація : монографія. Миколаїв : Вид-во ЧНУ ім. Петра Могили, 2021. 276 с.)
Свістельник І. Р. (Книговидання та періодична преса у галузі фізичної культури і спорту. Київ : Кондор, 2010)

## Жанри спортивної журналістики
Спортивна журналістика, як ніякий інший вид публіцистики характеризується різноманітністю своїх жанрів. Їх усі можна умовно поділити на три групи: інформаційні, аналітичні та художньо-публіцистичні.
1. Інформаційні жанри
2. Аналітичні жанри
3. Художньо-публіцистичні

### Інформаційні жанри
Інформаційні жанри складають основну частину масових інформаційних потоків, де центральним компонентом є інформаційне повідомлення, що характеризується оперативністю, точністю і компактністю відображення реальних подій у світі спорту.
У спортивній інформації істотну роль відіграють чотири основних інформаційних жанри: замітка (або новина на радіо та ТБ), репортаж, звіт і інтерв'ю.
Замітка (новина)— матеріал, що відрізняється невеликим (з точки зору усталених у журналістиці уявлень про обсяг публікацій) розміром, в якому викладаються результати певної події (в нашому випадку спортивної). Головним фактором тут є короткий і оперативний виклад інформації. Таким жанром зазвичай користуються газети та інтернет-видання.
Іншим інформаційним жанром, що часто використовується у спортивній журнілістиці,— репортаж. Він дозволяє розкрити весь емоційне напруження і динаміку сталося спортивної події. Тут часто застосовується прийом оповідання в теперішньому часі, що посилює ефект присутності і співучасті.
Третім інформаційним жанром, характерним для матеріалів про спорт, є звіт, що являє собою перш за все інформаційне повідомлення про спортивний захід. Жанр звіту активно використовується в сьогоднішній спортивній журналістиці. Переважно це газетний жанр, проте ним активно користуються і інтернет-видання.
Четвертий інформаційний жанр, що широко використовується у спортивних матеріалах фактично у всіх ЗМІ,— інтерв'ю. Він, як і попередні жанри, має свої особливості. З усіх існуючих різновидів інтерв'ю у спортивній інформації найбільш часто використовуються: інформаційне інтерв'ю, портретне інтерв'ю, експертне інтерв'ю, проблемне інтерв'ю, прес-конференція.

### Аналітичні жанри
Аналітичні жанри, так само як і інформаційні, мають велике значення в розкритті характерних рис спортивної інформації. Одним з головних ознак тут є оцінка спортивної події. Найчастіше у спортивній журналістиці використовуються такі аналітичні жанри, як стаття, коментар і бесіда.
Стаття— «жанр, що дозволяє глибоко і повно аналізувати актуальні, суспільно значимі масштабні явища і процеси, розкривати причинно-наслідкові зв'язки подій, виявляти механізм тих чи інших подій, в результаті— робити масштабні висновки, узагальнення, прогнозувати варіанти розвитку ситуації». Цей жанр властивий лише друкованим виданням (включаючи інтернет-видання). Він частіше зустрічається в журналах і тижневиках, рідше в газетах. У системі спортивної масової комунікації стаття дає можливість більш глибоко розкрити різні сторони подій, що відбуваються у світі спорту, конкретизуючи факти, роблячи акцент на істотних деталях, в деяких випадках розглядаючи їх з точки зору позитивних чи негативних моментів.
Крім статті, величезне значення при характеристиці аналітичних особливостей спортивної інформації має коментар. В даний час він широко використовується у всіх ЗМІ, що мають пряме і непряме відношення до спорту. З його допомогою автор виражає відношення до актуальних подій, формулює пов'язані з ними завдання і проблеми у формі стиснутого аналізу недоліків або досягнень, а також висловлює їх оцінку, прогноз розвитку тощо. Тому спортивні журналісти часто використовують його, як під час звершення спортивного дії (зокрема, під час телетрансляцій спортивних змагань), так і після, коли вже дається оцінка події. Він може бути як частиною (окремої публікації, сюжету), так і виходити як самостійний матеріал.
Якщо розглядати спортивний коментар з точки зору класифікації, то тут виділяються такі різновиди:
- Розширений коментар, який дає можливість детально розповісти про події спортивній події.
- Коментар фахівця, коли змагання коментується «знавцем спорту», коли фахівець, виступає в ролі співведучого або після закінчення змагань, коли дається оцінка вже завершеним діям.
- Полярний коментар— роз'яснення спортивної події з різних точок зору, фахівцями, компетентними у цій галузі.
- Синхронний коментар— роз'яснення відбувається дії журналістом, використовуваний зазвичай при огляді декількох етапів в рамках одного змагання.
- Докладний коментар— коментар з концентрацією на найдрібніших деталях події. Зазвичай використовується на телебаченні і радіо, при трансляції змагань.

Однак незалежно від такого розмаїття видів коментаря тут можна виділити загальну ознаку, що характеризує спортивний коментар в цілому: об'єктивно-суб'єктивне роз'яснення смислового призначення спортивної дії.
Третім аналітичним жанром, часто використовуваних в спортивної інформації, є бесіда. Її основною функцією є виявлення думок по відношенню до того чи іншого спортивної події. Такий жанр найбільш характерний для теле- та радіопередач.

### Художньо-публіцистичні жанри
Крім інформаційних та аналітичних жанрів, велике значення у спортивній журналістиці мають художньо-публіцистичні жанри. Вони також включають факти, містять аналіз, але вже на іншому рівні, вирішуючи інші завдання. Їх головним завданням є показати факти, події, явища документально-художніми засобами. Якщо розглядати художньо-публіцистичні жанри з точки зору спортивної масової комунікації, то тут лідируючу позицію займає портретний нарис.
Портретний нарис має складну і багатогранну природу. З одного боку, такий нарис будується за законами художньої літератури, а з іншого— за законами публіцистики.
Суть публікації даного типу полягає в тому, щоб дати аудиторії певне уявлення про «героя спорту», так як справжній портретний нарис виникає в результаті художнього аналізу особистості героя, що спирається на дослідження різних її сторін (моральної, інтелектуальної, творчої та ін), тобто в результаті виявлення характеру героя.
Існує ще один жанр, але вже чисто телевізійний, який відображає публіцистичну сутність спортивної інформації. Це документальний телефільм.
Цей жанр дозволяє глибоко проаналізувати проблеми спортивного життя, найбільш повно розкрити характер героя документального фільму. Головна мета тут— розповісти про важливі події зі світу спорту, про легенд спортивної епохи.

## Спортивна журналістика в Україні
Спортивна журналістика в Україні хоч і перебуває на стадії розвитку до сьогодні, проте рівня сусідніх країн Європи ще не досягла. Можна виділити три основні причини, які гальмують зростання вітчизняної спортивної публіцистики.
По-перше, в Україні не існує ні одного навчального закладу, який би готував спеціально спортивних журналістів чи коментаторів. Більшість сучасних українських спортивних журналістів— це спортивні фанати з освітою різного профілю. Це все суттєво впливає на якість сучасної спортивної журналістики. Але, варто відмітити, що найближчим часом ФФУ збирається започаткувати школу футбольного журналіста для молодих фахівців.
По-друге, для спортивних ЗМІ в Україні, як і для інших завжди актуальною залишається проблема фінансування. Багато сучасних українських видань живуть на кошти меценатів, так і не спромігшись принести прибуток своїм власникам. Телеканали закривають спортивні редакції або переносять спортивні передачі з прайм-тайму, стверджуючи, що спортивні новини на ТВ давно втратили свою рентабельність.

### Спортивні ЗМІ України
Сьогодні в Україні є такі спортивні канали «Футбол», «Футбол+» та «XSport», крім того спортивно-аналітичні передачі виходять на таких каналах як «2+2» та ТРК «Україна».
Найвідомішими із українських спортивних газет були київські видання «Спортивна газета», «Спорт-Експрес в Україні», «Команда» та «Український футбол», «Спорт Сегодня» (паперові версії усіх наразі ліквідовано), наразі найвідомішими паперовими газетами є донецьке видання «Спорт-Арена» (після початку російсько-української війни редакція частково евакуювалася в інші міста, а видаватися почала в Запоріжжі, а після початку широкомасштабного вторгнення усі діючі журналісти виїхали з Донецька, а сама газета стала виключно україномовною) та львівське видання «Спортивка».
Безсумнівним лідерами серед спортивних журналів є журнали «Футбол» та «Олімпійська арена». Раніше також провідними журналами були «Старт» та «Арена».
Крім того, в Україні активно розвивається інтернет-сегмент спортивних ЗМІ. Найпопулярнішими спортивними сайтами на сьогодні є Ua.tribuna.com, Champion.com.ua, Football.ua, UA-Футбол  та Sport.ua.
Серед спортивних телеканалів найбільш відомими були «Мегаспорт», «Футбол», «Футбол 1» та «Футбол 2». Наразі існують «X-Sport», «Спорт 1» та «Спорт 2». Крім того, популярним є спортивна редакція Суспільного мовлення «UA-Sport», що цілодобово мовить в Інтернеті та періодично на регільних каналах суспільного, та спорт на інтернет-платформі «Megogo». Також виділяється спортивна редакція каналів «Уніан» та «Espreso.TV».
Найвідомішею спортивною радіостанцією цілодобового мовлення була «Радіо Спорт-Україна» (Дніпро). Спортивні програми та трансляції були присутні також на «Радіо «Вести»», серед діючих радіостанцій спортивні трансляції періодично відбуваються на радіо «Промінь», також окремі програми спортивної тематики були присутні до широкомасштабного вторгнення на «Громадському радіо» та «Радіо «НВ»».